# マンデル酸
マンデル酸（マンデルさん、mandelic acid）とは芳香族αヒドロキシ酸の一種であり、分子式は C8H8O3 である。形状は白色結晶で、水及び大半の一般的な有機溶媒に溶解する。

## 発見および命名
マンデル酸は苦扁桃の抽出物を希塩酸で加熱したものから発見された。命名は、ドイツ語でアーモンドを意味する"Mandel"に由来しているといわれる。

## 化学
異性体にはクレソチン酸 (2-hydroxy-3-methylbenzoic acid)や and o-アニス酸 (2-methoxybenzoic acid) などがある。マンデル酸誘導体はアドレナリンやノルアドレナリンがモノアミンオキシダーゼやカテコール-O-メチルトランスフェラーゼによる代謝生成物が挙げられる。マンデル酸誘導体はいくつかのスキンケア日用品に含まれており、他の生体物質分子を産生する際の中間体であり、分析試薬や染料工業の前駆体として利用される。
不斉炭素を分子内に持つため、マンデル酸には2つの光学異性体が存在する。天然アミグダリンにも含まれ、これを加水分解すると得られるl-マンデル酸（融点133.8°C、板状結晶、比旋光度 −159.73（エタノール））はR型の絶対配置を持つ。マンデル酸のラセミ体混合物(dl-マンデル酸)はバラマンデル酸（paramandelic acid）と呼ばれる。
製法としては、ベンズアルデヒドとシアン化水素酸とを塩酸下で反応させたり、フェニルクロロ酢酸をアルカリと反応させたり、ベンゾイルホルムアルデヒドをアルカリ条件下で反応させたり、ω-ジブロモアセトフェノンに希アルカリを作用させると得られる。